# Elgin (Dacota do Norte)
Elgin é uma cidade localizada no estado norte-americano de Dacota do Norte, no Condado de Grant.

## Demografia
Segundo o censo norte-americano de 2000, a sua população era de 659 habitantes.
Em 2006, foi estimada uma população de 585, um decréscimo de 74 (-11.2%).

## Geografia
De acordo com o United States Census Bureau tem uma área de
2,1 km², dos quais 2,1 km² cobertos por terra e 0,0 km² cobertos por água. Elgin localiza-se a aproximadamente 718 m acima do nível do mar.

## Localidades na vizinhança
O diagrama seguinte representa as localidades num raio de 40 km ao redor de Elgin.